# Гомалко 9
Гомалко 9 (англ. Homalco 9) — індіанська резервація в Канаді, у провінції Британська Колумбія, у межах регіонального округу Страткона.

## Населення
За даними перепису 2016 року, індіанська резервація нараховувала 202 особи, показавши скорочення на 0,5%, порівняно з 2011-м роком. Середня густина населення становила 358,5 осіб/км².
З офіційних мов обидвома одночасно не володів жоден з жителів, тільки англійською — 200. Усього 30 осіб вважали рідною мовою не одну з офіційних, з них усі — одну з корінних мов.
Працездатне населення становило 48,6% усього населення, рівень безробіття — 29,4%.

## Клімат
Середня річна температура становить 9,3°C, середня максимальна – 19,4°C, а середня мінімальна – -2°C. Середня річна кількість опадів – 1 478 мм.
| Клімат поселення                              | Клімат поселення | Клімат поселення | Клімат поселення | Клімат поселення | Клімат поселення | Клімат поселення | Клімат поселення | Клімат поселення | Клімат поселення | Клімат поселення | Клімат поселення | Клімат поселення | Клімат поселення |
| Показник                                      | Січ.             | Лют.             | Бер.             | Квіт.            | Трав.            | Черв.            | Лип.             | Серп.            | Вер.             | Жовт.            | Лист.            | Груд.            |                  |
| Середній максимум, °C                         | 8,02             | 9,11             | 10,66            | 13,09            | 16,28            | 19,08            | 19,00            | 19,36            | 16,43            | 12,13            | 8,22             | 5,98             |                  |
| Середня температура, °C                       | 3,01             | 4,12             | 5,66             | 8,09             | 11,28            | 14,09            | 16,36            | 16,72            | 13,78            | 9,49             | 5,58             | 3,34             |                  |
| Середній мінімум, °C                          | −1,98            | −0,87            | 0,66             | 3,11             | 6,29             | 9,09             | 13,74            | 14,08            | 11,16            | 6,85             | 2,96             | 0,70             |                  |
| Норма опадів, мм                              | 212              | 149              | 138              | 88               | 64               | 57               | 39               | 44               | 54               | 162              | 240              | 231              |                  |
| Середньомісячна швидкість вітру, м/с          | 3.28             | 3.12             | 3.35             | 3.35             | 3.26             | 3.28             | 3.22             | 2.90             | 2.72             | 2.98             | 3.41             | 3.26             |                  |
| Середньомісячна сонячна радіація, кДж/м²·день | 2890             | 5537             | 9717             | 14625            | 18482            | 19795            | 20457            | 17488            | 12586            | 6740             | 3376             | 2252             |                  |
| --------------------------------------------- | ---------------- | ---------------- | ---------------- | ---------------- | ---------------- | ---------------- | ---------------- | ---------------- | ---------------- | ---------------- | ---------------- | ---------------- | ---------------- |
| Джерело:                                      |                  |                  |                  |                  |                  |                  |                  |                  |                  |                  |                  |                  |                  |